# (543733) 2014 OZ393
(543733) 2014 OZ393 est un transneptunien, de magnitude absolue 6,12 et classé comme cubewano. 
Son diamètre est estimé à 240 km, ce qui le qualifie comme candidat au statut de planète naine.